# Жуй (театр)

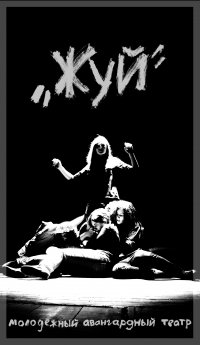

Жуй — название днепровского театрального проекта Германа Гошкадора. Театр создан участниками молодёжного движения «Эксперимент» для продвижения авангардного театрального искусства на Украине.

## История создания
Театр был основан в 2009 году. Тогда в нём насчитывалось всего 4 студента Днепропетровского национального университета имени Олеся Гончара. Планировалось создать первый в городе театр, посвящённый драме абсурда.

## О театре
Эксперименты на сцене, импровизации, использование оригинальных и современных технических средств, поиски новых форм — вот то, чем занимается Жуй. При театре работает школа перформанса.

## Репертуар
1. 2009 «Метаморфозы». Постановка Германа Гошкадора
2. 2010 «Воздух». Постановка Германа Гошкадора
3. 2010 «Постмодерн XXI» Постановка Германа Гошкадора
4. 2011 «Приключения Комиссарова и его друзей». Постановка Германа Гошкадора
5. 2011 «Соль». Постановка Германа Гошкадора
6. 2015  «Старуха». Постановка Германа Гошкадора

## Актёры
- Герман Гошкадор
- Ксения Самохина
- Айрин Сафарли

## Статьи
- «Премьера необычного спектакля» (недоступная ссылка). // «Днепровская правда» № 19 (15473) 20.05.2011
- «ЖИТИ — ЗНАЧИТЬ ЖУВАТИ!». / «Експедиція XXI» № 4 (106) 2011
- Моторевська, Є. Культура андеграунду в Дніпропетровську : мистецтво за межею закону / Є. Моторевська // Дніпро.-2010.- № 6-8-С.108-109.
- Хармс и Заболоцкий на подмостках Днепра